# Giacomo Guidi (schermidore)
Giacomo Guidi (Roma, 16 settembre 1982) è uno schermidore italiano, specializzato nella sciabola. Ha vinto una medaglia d'argento ai Campionati mondiali di scherma.

## Palmarès
In carriera ha conseguito i seguenti risultati:
- Mondiali

Campionato mondiale di scherma 1998 U17 Caracas \ oro individuale
Campionato mondiale di scherma 1999 U17 BALATON HUN \ quinto individuale
Campionato europeo di scherma 2000 U20 viano do castello POR \ argento nella sciabola a squadre.
Campionato mondiale di scherma 2001 U20 gdanz pol \ bronzo individuale
Lisbona 2002: argento nella sciabola a squadre.
Lisbona 2002: ottavo individuale.
Mosca 2002: argento nella sciabola a squadre.
Bourges 2003: argento nella sciabola a squadre.
Campionato mondiale militare di scherma viterbo ita 2004: oro a squadre
La XXIII Universiade 2005 smirne TUR : Bronzo nella sciabola a squadre